# Vacuum Oil Company

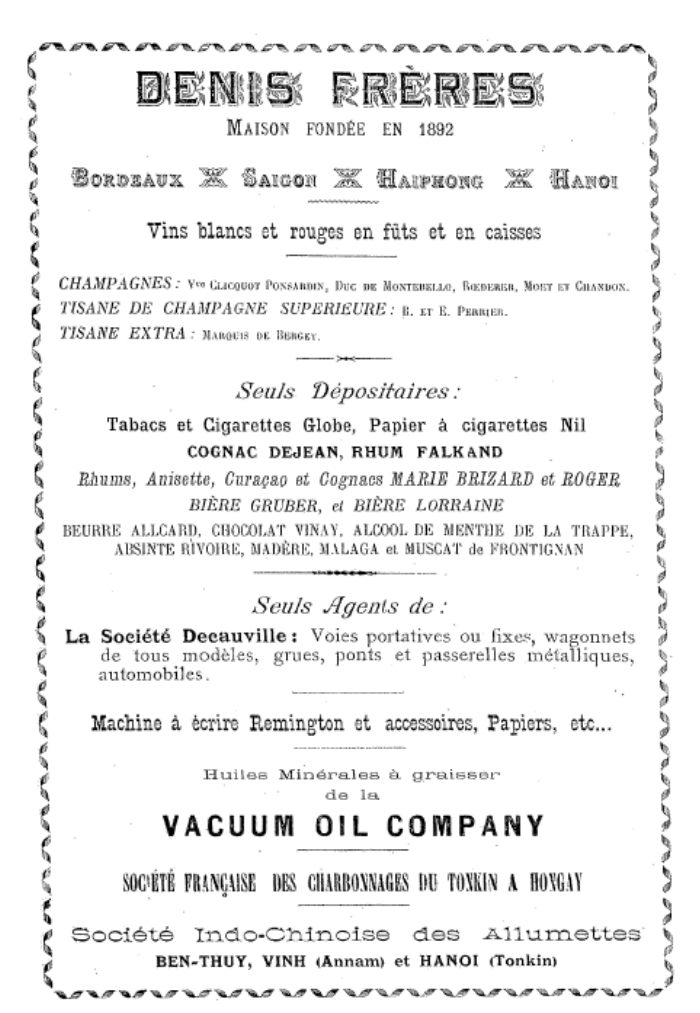
Publicité Denis frères, revendeur pour le secteur Indochine (1908).

La Vacuum Oil Company est une compagnie pétrolière américaine connue pour son huile moteur Gargoyle 600-W destinée aux cylindrées, qui fut un des lubrifiants les plus connus du monde automobile.
Après avoir été rachetée par la Standard Oil en 1879, puis être redevenue indépendante après 1911, Vacuum Oil fusionne avec la Standard Oil Company of New York, communément appelée la « Socony », pour former la Socony-Vacuum Oil Company en 1931, dite la « StanVac ». Cette société est à cette époque la 3e mondiale dans sa catégorie. Le logo de la marque dans les stations services Socony-Vacuum est un pégase rouge.
La marque est présente durant les années 1930-1950 dans plus de 50 pays, avec comme point central d'extraction et de raffinage l'Indonésie.
La « StanVac », devient entre 1955 et 1963, au fil des rachats et fusions, Mobil.

### Article lié
- Histoire de la géopolitique du pétrole